# Datu Anggal Midtimbang
Datu Anggal Midtimbang (Bayan ng Datu Anggal Midtimbang) är en kommun i Filippinerna. Kommunen ligger på ön Mindanao, och tillhör provinsen Maguindanao.
Datu Anggal Midtimbang är indelat i 7 barangayer.